# Rana garoensis
Rana garoensis là một loài ếch trong họ Ranidae. Chúng được tìm thấy ở Ấn Độ và có thể cả Bangladesh. Các môi trường sống tự nhiên của chúng là các khu rừng ẩm ướt đất thấp nhiệt đới hoặc cận nhiệt đới, vùng đất ẩm có cây bụi nhiệt đới hoặc cận nhiệt đới, đồng cỏ ở cao nhiệt đới hoặc cận nhiệt đới, và sông. Loài này đang bị đe dọa do mất môi trường sống.